# Francesc Antich
Pour les articles homonymes, voir Antich et Oliver.
Francesc Antich i Oliver, né le 28 novembre 1958 à Caracas et mort le 2 janvier 2025 à Palma, est un homme politique espagnol, membre du Parti socialiste ouvrier espagnol (PSOE). Il est président des îles Baléares de 1999 à 2003, puis de 2007 à 2011.

## Biographie

### Enfance et jeunesse
Au cours de son enfance, la famille de Francesc Antich quitte le Venezuela et s'installe à Algaida, sur l'île de Majorque, dont ses parents sont originaires. Il étudie ensuite le droit à l'université des îles Baléares, et devient avocat. En 1987, il est nommé directeur général du conseil municipal du logement de Majorque, puis il est promu deux ans plus tard directeur général de l'Urbanisme de la mairie de la ville.

### Débuts en politique
Francesc Antich adhère dans un premier temps au Parti socialiste de Majorque (PSM), une formation nationaliste de gauche, avant de rejoindre la Fédération socialiste baléare-PSOE (FSB-PSOE).
Élu maire d'Algaida aux élections municipales de 1991, il est reconduit quatre ans plus tard, devenant dans le même temps membre du conseil insulaire de Majorque. Il devient député régional au Parlement des îles Baléares en septembre 1992 pour la circonscription de Majorque en remplacement de Francesca Bassa. Il est ensuite nommé conseiller à l'Environnement du gouvernement insulaire de Maria Antònia Munar.
Il finit par démissionner de la mairie en 1997. L'année suivante, il se présente aux élections primaires organisées au sein du Parti socialiste des îles Baléares-PSOE (PSIB-PSOE), et s'impose face au secrétaire général Andreu Crespí, ce qui fait de lui le candidat socialiste à la présidence du gouvernement pour le scrutin de 1999.

### Premier mandat à la tête des Baléares
Bien qu'arrivé en deuxième position, avec 22 % des voix et 23 élus sur 59, Francesc Antich réussit à former une coalition gouvernementale de 31 sièges avec les régionalistes de l'Union majorquine (UM), le PSM, et divers petites formations de gauche. Le 27 juillet, Francesc Antich est investi président des îles Baléares, étant alors le premier socialiste à occuper ce poste.
Durant ce premier mandat, il développe de nouvelles politiques en matière de santé, d'éducation et d'environnement. Il prend la décision controversée de créer une « écotaxe » sur le tourisme, destiné à financer les investissements de réparation des dommages causés à l'environnement des Îles par le tourisme de masse.
En 2000, dans le cadre du XXXVe congrès du Parti socialiste ouvrier espagnol (PSOE), il apporte son soutien au jeune candidat réformateur José Luis Rodríguez Zapatero, qui l'emporte avec seulement neuf voix d'avance. Il est lui-même élu peu après secrétaire général du PSIB-PSOE.
Il échoue, trois ans plus tard, à conserver le pouvoir face au Parti populaire (PP) qui remporte 44,7 % des suffrages et 29 députés, puis s'associe avec les régionalistes de Formentera pour atteindre la majorité absolue. Dans un premier temps, il devient porte-parole du groupe socialiste et chef de l'opposition à Jaume Matas, avant de passer à la vie politique nationale en 2004.

### Député au Congrès espagnol
En effet, à l'occasion des élections générales du 14 mars, Francesc Antich est élu député des îles Baléares au Congrès des députés, où il prend la présidence de la commission commune aux deux chambres des Cortes Generales pour les relations avec le Tribunal des comptes, tout en siégeant au sein de la commission constitutionnelle et de la commission de l'Environnement. En 2006, il est désigné rapporteur du projet de réforme du statut d'autonomie des îles Baléares.

### Second mandat à la tête des Baléares
De nouveau candidat à la présidence des îles Baléares aux régionales de 2007, Francesc Antich se classe une troisième fois en deuxième position, avec 27,1 % des suffrages exprimés et 20 élus sur 59. Il passe alors un nouvel accord avec les régionalistes majorquins, les écologistes et les régionalistes d'Ibiza, qui lui permet d'atteindre 30 sièges, soit l'exacte majorité absolue.
Il est investi pour la deuxième fois président des îles Baléares le 6 juillet. Mise en cause dans des affaires de corruption, l'Union majorquine se retire du gouvernement fin 2009, sans empêcher le maintien de Francesc Antich au pouvoir.

### Sénateur après la défaite de 2011
Francesc Antich se représente aux élections régionales de 2011, mais le PP, cette fois conduit par José Ramón Bauzà, s'impose sans difficulté avec 46,3 % des suffrages et 35 députés sur 59, la plus forte majorité de l'histoire démocratique de l'archipel. Il annonce peu après sa volonté d'abandonner son mandat de député régional, après le débat d'investiture de Bauzà, et d'être élu au Sénat par le Parlement, puis de quitter la direction du PSIB-PSOE en 2012. Il est officiellement élu à la chambre haute des Cortes Generales le 21 juin suivant. Il est reconduit dans son mandat de sénateur le 9 juillet 2015.
Le 1er octobre 2016, il est élu membre de la direction provisoire du PSOE, présidée par Javier Fernández et constituée à la suite de la démission de Pedro Sánchez.

### Fin de vie politique
Alors qu'il quitte le Sénat en juillet 2019, Francesc Antich devient avocat du patronage municipal du logement et de la réhabilitation intégrale des quartiers de Palma. Il prend la présidence de l'autorité portuaire des Baléares (APB) en septembre 2020 sur proposition de la présidente régionale Francina Armengol. Il sollicite sa démission pour raisons de santé en novembre 2022,.

### Mort
Francesc Antich meurt le 2 janvier 2025 à Palma, à l'âge de 66 ans, des conséquences d'un cancer du colon.